# Фатеев, Николай Тимофеевич
Николай Тимофеевич Фатеев (родился 10 августа 1943 года) — советский и российский военачальник, генерал-майор Вооружённых сил СССР и Вооружённых сил Российской Федерации, начальник Омского высшего общевойскового командного училища в 1989—1999 годах.

## Биография

### Ранние годы
Родился 10 августа 1943 года, в деревне Бича Усть-Ишимского района Омской области. С 1946 года семья жила в Омске.
После окончании средней школы, работал токарем на заводе п/я 7 (завод «Полет»), учился на вечернем отделении СибАДИ.

### Воинская служба
С 1962 года — курсант Омского высшего общевойскового командного Краснознамённого училища им. М. В. Фрунзе.

В 1966 году окончил училище с золотой медалью и служил в войсках на должностях командира учебного взвода и командира учебной роты.

В 1970 году поступил в Военную академию им. Фрунзе, окончил её в 1973 году и был направлен в Омск на должность начальника штаба 448-го мотострелкового полка. 

Н. Т. Фатеев беседует с курсантами.

С 1974 года командир 1099-го мотострелкового полка.

Откомандирован в Эфиопию в качестве военного советника во время эфиопо-сомалийского военного конфликта в провинции Огаден в 1977—1978 годах, получил контузию.

С 1978 года начальник штаба 62-й мотострелковой дивизии.

С 1979 года начальник штаба 35-й мотострелковой дивизии (ГСВГ).

С 1981 года — командир 35-й мотострелковой дивизии (ГСВГ).

Генерал-майор (1984 год).

В 1984—1986 гг. слушатель Военной академии Генерального штаба 

По окончании АГШ был направлен в г. Борзя Читинской области на должность начальника штаба 36-й общевойсковой армии (Забайкальский военный округ). После гибели единственного сына в автокатастрофе подал рапорт о переводе в Омск на должность начальника Омского общевойскового командного училища им. Фрунзе. Но переведен был не сразу, а только на следующий год после службы начальником штаба 1-й гвардейской общевойсковой армии в г. Чернигове (Киевский военный округ).
В 1989 году назначен на должность начальника Омского высшего общевойскового командного дважды Краснознаменного училища им. М. В. Фрунзе, занимал пост до 1999 года.

Н. Т. Фатеев

Ветеран боевых действий.

Военный пенсионер с 1999 года.

### Деятельность на посту начальникаОВОКДКУ им. М. В. Фрунзе
Основная заслуга Н. Т. Фатеева — в проведении эффективной работы для сохранения ОВОКДКУ им. М. В. Фрунзе, а также в восстановлении исторической справедливости: подтверждения преемственности Омского ВОКУ от Войскового казачьего училища, основанного 1 (14) мая 1813 года.

1. Приказом МО РФ от 09 декабря 1992 года, №068 принято решение о расформирования училища.
2. На имя министра обороны РФ было отправлено письмо с ходатайством о нерасформировании училища за подписью Председателя Омского областного совета народных депутатов А.П. Леонтьева, Главы администрации Омской области Л.К. Полежаева, Председателя Омского городского совета народных депутатов В.А. Варнавского, Главы администрации города Омска Ю.Я. Шойхета.
3. 21 декабря 1992 г. В училище присланы письма из Управления кадров Сухопутных Войск и Главного Управления Боевой Подготовки Сухопутных Войск о передаче имущества, оборудования и технических средств училища Новосибирскому ВОКУ.
4. 1 марта 1993 г. Подписано распоряжение СМ Правительства РФ №326 Об упразднении Владикавказского ВОКУ и Омского ВОКУ.
5. Распоряжение СМ Правительства РФ от 16.04.1993 г. №665 О признании утратившим силу Распоряжение СМ Правительства РФ от 01.03.1993 г. №326 в части упразднения Омского ВОКУ
6. После известий о сохранении училища была продолжена работа по формированию пакета документов для подтверждения преемственности Омского ВОКУ Казачьему войсковому училищу, учрежденному 1 мая 1813 г. и Кадетскому корпусу. И этот пакет документов 29.04.1993 г., препровожденный письмом Председателя городского совета народных депутатов В.А. Варнавского был отправлен в Москву.
7. 11.05.1993 г. было дано заключение историко-архивного и военно-мемориального центра МО РФ о целесообразности признания даты образования Омского ВОКУ 14 мая (1 мая по старому стилю) 1813 г.
8. Кстати, к 100 юбилею Омского КК, подобное ходатайство  было удовлетворено приказом военного министра Сухомлинского №277: «Вследствие установленной по историческим данным преемственности Омского кадетского корпуса от учрежденного 1 мая 1813 г. в г. Омске Омского казачьего войскового училища, ГОСУДАРЬ ИМПЕРАТОР в 5-й день 1 июня сего (1912) года, высочайше повелеть соизволил: отдать Омскому кадетскому корпусу старшинство со дня учреждения названного училища, то есть с1 мая 1813 г.».
9. Торжества по поводу 180-й годовщины и сохранения училища прошли на высоком уровне, но без приказа МО РФ о преемственности. К сожалению, не все понимали значение этого нормативного акта («Что тебе ещё надо, училище-то сохранено?»). И потребовалась настойчивость и значительные усилия, чтобы довести это все до конца.
10. И только 27 мая 1993 г. был издан судьбоносный приказ МО РФ № 280 об установлении даты образования Омского ВОКУ 14 мая 1813 г.

При активном участии и по личной инициативе Н. Т. Фатеева открыты:

Мемориальный комплекс в честь воинов-омичей, сражавшихся на Бородинском поле в Отечественных войнах 1812 г. и 1941—1945 гг.

Бюст основателю училища Г. И. Глазенапу и памятник Сибирским дивизиям с захороненной землёй, доставленной с Бородинского поля. Фото 2008 года.

4 сентября 1992 года на территории училища, в торжественной обстановке, по инициативе начальника училища Н. Т. Фатеева, был открыт мемориальный комплекс в честь воинов-омичей, сражавшихся на Бородинском поле в Отечественных войнах 1812 г. и 1941—1945 гг.
В нём, как в судьбе Отечества и в судьбе училища, нерасторжимо соединились два столетия и два поколения воинов-сибиряков

Памятник воинским формированиям, сформированным в училище в годы Великой Отечественной войны 1941—1945 гг.

В год 50-летия Победы над фашистской Германией — в 1995 году в учебном центре училища п. Карьер был открыт памятник воинским формированиям, которые отсюда уходили на фронт в годы Великой Отечественной войны 1941—1945 гг. На этих полях получили военную подготовку 5600 выпускников Омского военного училища имени М. В. Фрунзе, около 250 тысяч жителей города Омска и области в составе 19 воинских формирований и 630 маршевых рот. С 1995 года традиционно в п. Карьер у памятника омским формированиям накануне Дня Победы проводится встреча фронтовиков «В лесу прифронтовом».

Часовня — памятник во имя святого Георгия Победоносца

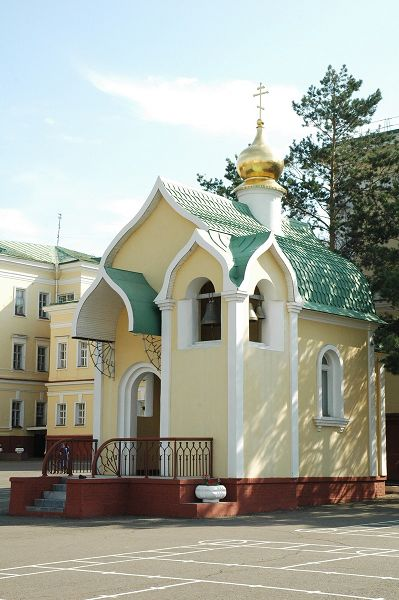
Часовня Великомученика Георгия Победоносца на плацу училища. Фото 2009 года.

В целях увековечивания памяти выпускников старейшего учебного заведения Сибири, погибших в боях за Отечество, в 1997 году принято решение о строительстве на территории Омского ВОКУ им. М. В. Фрунзе часовни — памятника во имя святого Георгия Победоносца. А уже через год — 6 мая 1998 года Митрополитом Омским и Тарским Феодосием было произведено освящение часовни. Оно прошло в торжественной обстановке в присутствии Губернатора Омской области и многочисленных гостей города и области.
В часовне-памятнике золотым тиснением запечатлены фамилии тех, кто прославил старинное военно-учебное заведение Сибири — Георгиевских кавалеров, Героев Советского Союза, полных кавалеров ордена Славы, Героев Российской Федерации.

### После службы в армии
2000—2001 г.г. — заместитель генерального директора ОАО «Омскэлектросетьстрой» по общим вопросам;

2001—2005 г.г. — начальник 1 отд. Омского филиала Сбербанка, председатель профкома;

2005—2010 г.г. — директор Омского филиала Современной Гуманитарной Академии (г. Москва);

В 2010 — 2011 г.г. — научный сотрудник научно-исследовательского отдела Омского танкового инженерного института;

С марта 2012 года — инспектор группы инспекторов объединенного стратегического командования Центрального военного округа в Омской области.

## Награды
- Орден «За службу Родине в Вооружённых Силах СССР» III ст.
- Юбилейная медаль «За воинскую доблесть. В ознаменование 100-летия со дня рождения Владимира Ильича Ленина»
- Юбилейная медаль «Двадцать лет Победы в Великой Отечественной войне 1941—1945 гг.»
- Медаль «Ветеран Вооружённых Сил СССР»
- Юбилейная медаль «50 лет Вооружённых Сил СССР»
- Юбилейная медаль «60 лет Вооружённых Сил СССР»
- Юбилейная медаль «70 лет Вооружённых Сил СССР»
- Медаль «За безупречную службу» I, II и III степеней
- другие медали